# Варшавская губерния
Варша́вская губе́рния (пол. Gubernia warszawska) — административная территориальная единица Российской империи (Царства Польского) (с 1837 по 1915), Королевства Польского (с 1916 по 1918) и Польской республики (до 1919). Административный центр — город Варшава.

## География
Площадь — 14,562 тыс. км² (в основном к западу от Варшавы).
Значительная часть губернии (западная) была расположена на обширной низменности, которая тянется от Балтийского моря по направлению к бассейну Днепра, а затем по самому Днепру до Чёрного моря. В южной части, по мере приближения к отрогам Карпат, образующим здесь Сандомирскую цепь, местность повышалась. В пределах губернии находились ветви Сандомирской цепи — невысокие Равские (частично) и Даманиевские горы (полностью). К северу от них местность, постепенно становясь плоской и низменной, спускалась к болотам вдоль рек Вислы и Бзуры.
Висла пересекала губернию с юго-востока на северо-запад (большая часть территории губернии находилась на её левом берегу), а далее поворачивала к западу, образуя северную границу губернии. Русло реки было усеяно островами, часто значительными, поэтому она образовывала множество протоков и рукавов. Долина до впадения Нарева была в основном покрыта лесом, особенно на правом берегу. Висла представляла собой основной судоходный путь по территории губернии. Значительных озёр здесь нет, и вообще озёр немного — в основном в северной и западной частях губернии. Преобладающие леса — хвойные: сосна, ель, лиственница и пихта.

## Население

### Национальный состав
Национальный состав в 1897 году:
| Уезд             | поляки | евреи  | русские | немцы  | украинцы |
| ---------------- | ------ | ------ | ------- | ------ | -------- |
| Губерния в целом | 73,5 % | 16,4 % | 4,5 %   | 4,0 %  | …        |
| Блонский         | 82,0 % | 11,2 % | …       | 5,8 %  | …        |
| Варшавский       | 63,6 % | 24,1 % | 7,4 %   | 2,5 %  | 1,4 %    |
| Влоцлавский      | 80,6 % | 9,2 %  | 1,6 %   | 8,4 %  | …        |
| Гостынский       | 78,0 % | 7,0 %  | 1,3 %   | 13,3 % | …        |
| Гроецкий         | 81,0 % | 14,6 % | 1,2 %   | 3,0 %  | …        |
| Кутновский       | 85,4 % | 11,3 % | 1,1 %   | 2,0 %  | …        |
| Ловичский        | 89,0 % | 6,3 %  | 2,5 %   | 1,7 %  | …        |
| Нешавский        | 84,0 % | 3,7 %  | 1,5 %   | 10,4 % | …        |
| Новоминский      | 76,0 % | 18,1 % | 3,0 %   | 1,6 %  | …        |
| Плонский         | 74,1 % | 11,1 % | 8,3 %   | 3,4 %  | 1,7 %    |
| Пултуский        | 75,7 % | 15,7 % | 4,8 %   | 2,2 %  | …        |
| Радиминский      | 85,6 % | 10,1 % | …       | 3,2 %  | …        |
| Скерневицкий     | 84,9 % | 6,8 %  | 4,4 %   | 2,7 %  | …        |
| Сохачевский      | 81,7 % | 8,0 %  | …       | 9,6 %  | …        |

### Религия
По переписи 1897 года, население насчитывало 1 983 689 человек (983 895 мужчин и 949 794 женщины), из них в городах — 794 577 человек. Поляки — 73 %, евреи — 16 %, русские — 5,5 %; немцы — 4 %.
В польском населении выделялись этнические группы — куявы (окрестности Бржесць-Куявска), мазуры (вдоль Вислы), ленчицане и великополяне.
В 1888 году в губернии имелся 31 православный храм, 333 богослужебных здания католического вероисповедания, значительное число лютеранских церквей, 220 еврейских богослужебных зданий, 1 мечеть.
Для целей народного образования служили (1887 год) 1 университет (с 1254 чел. учащихся), 7 гимназий мужских (2565 чел. уч.), 2 мужских прогимназии (531 чел. уч.), 3 реальных училища (1075 чел. уч.), 1 Духовное училище Святейшего Синода (102 чел. уч.), 4 женских гимназии (1537 чел. уч.) и 2 прогимназии (293 чел. уч.), 1 Институт ведомства императрицы Марии (252 чел. уч.), несколько специальных учебных заведений и значительное число низших и начальных, а также еврейских школ.
Население в основном было занято в фабричной промышленности и земледелии. Очень развиты торговля и ремёсла. Важным административным и образовательным центром являлась Варшава, где было значительное число представителей умственного труда и свободных профессий.

## Органы власти

### Административное деление

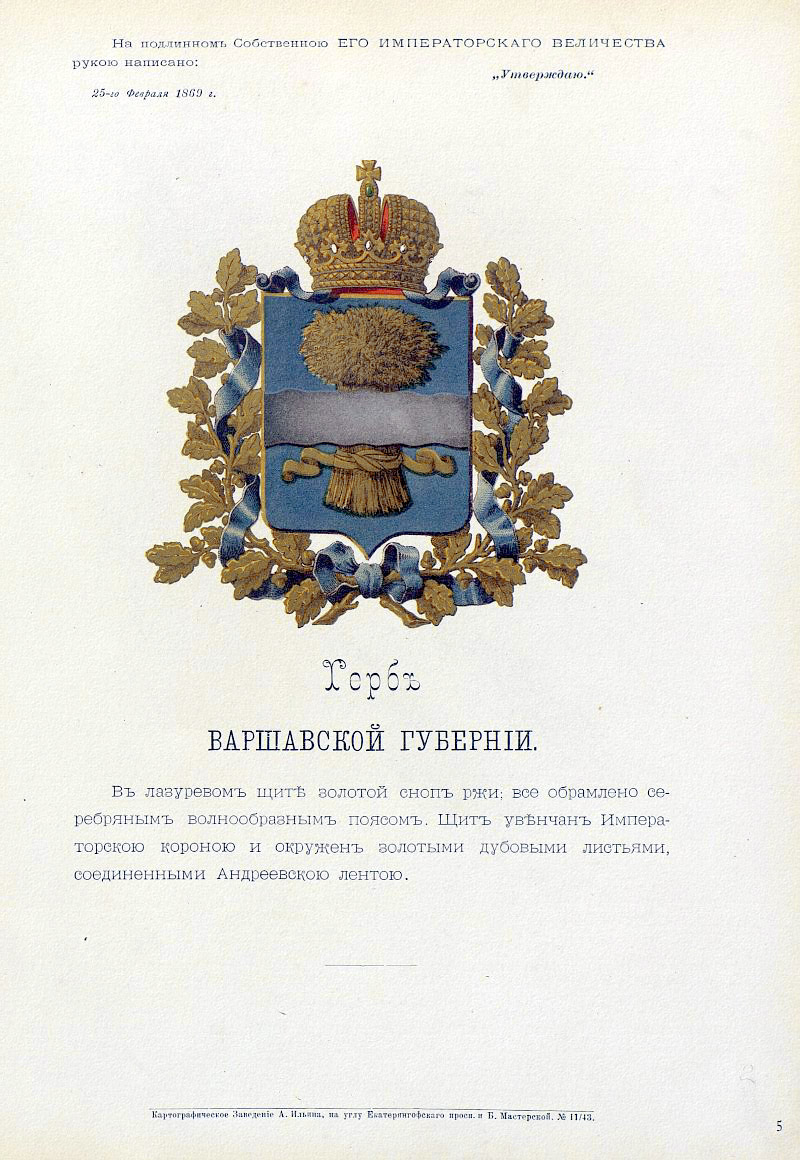
Герб губернии c оф.описанием, утверждённый Александром II (1869)

В административном отношении губерния делилась на 12 уездов. В 1893 году к губернии были присоединены уезды Плонский (от Плоцкой губернии) и Пултуский (от Ломжинской губернии).
| №   | Уезд         | Уездный город            | Площадь, вёрст² | Население (1897), чел. |
| --- | ------------ | ------------------------ | --------------- | ---------------------- |
| 1.  | Блонский     | Блоня (2974 чел.)        | 948,5           | 104 776                |
| 2.  | Варшавский   | Варшава (683 692 чел.)   | 1317,3          | 826 780                |
| 3.  | Влоцлавский  | Влоцлавск (22 907 чел.)  | 1143,7          | 96 611                 |
| 4.  | Гостынский   | Гостынин (6747 чел.)     | 1053,7          | 81 335                 |
| 5.  | Гроецкий     | Гройцы (6028 чел.)       | 1467,4          | 108 351                |
| 6.  | Кутновский   | Кутно (11 250 чел.)      | 804,5           | 82 499                 |
| 7.  | Ловичский    | Лович (12 368 чел.)      | 1060,2          | 82 686                 |
| 8.  | Нешавский    | Нешава (2639 чел.)       | 1125,4          | 79 507                 |
| 9.  | Новоминский  | Ново-Минск (9286 чел.)   | 1200,4          | 94 471                 |
| 10. | Плонский     | Плонск (7900 чел.)       | 1258,7          | 91 360                 |
| 11. | Пултуский    | Пултуск (15 968 чел.)    | 1340,7          | 103 450                |
| 12. | Радиминский  | Радимин (4172 чел.)      | 1036,3          | 63 092                 |
| 13. | Скерневицкий | Скерневицы (10 745 чел.) | 670,5           | 52 622                 |
| 14. | Сохачевский  | Сохачев (6038 чел.)      | 931,9           | 64 327                 |

### Губернаторы
| Ф. И. О.                    | Титул, чин, звание                                                                                               | Время замещения должности |
| --------------------------- | --- | ------------------------- |
| Рожнов Евгений Петрович     | генерал-майор | 1863—24.10.1866           |
| Медем Николай Николаевич    | барон, полковник Ген. штаба, и. д. (утверждён 21.09.1868), Свиты Его Величества генерал-майор, генерал-лейтенант | 24.10.1866—01.01.1892     |
| Андреев Юлий Ардалионович   | действительный статский советник, в звании камергера                                                             | 16.01.1892—27.02.1897     |
| Мартынов Дмитрий Николаевич | действительный статский советник, в звании камергера                                                             | 03.03.1897—20.01.1907     |
| Корф Семён Николаевич       | барон, шталмейстер                                                                                               | 20.01.1907—1914           |
| Стремоухов Пётр Петрович    | действительный статский советник                                                                                 | 1914—1916                 |

### Вице-губернаторы
| Ф. И. О.                                | Титул, чин, звание                                                                 | Время замещения должности |
| --------------------------------------- | ---------------------------------------------------------------------------------- | ------------------------- |
| Данилов Константин Дмитриевич           | коллежский асессор, и. д. (утверждён 28.11.1869), действительный статский советник | 24.03.1866 — 12.11.1876   |
| Долгоруков Василий Михайлович           | князь, в звании камергера, действительный статский советник                        | 12.11.1876 — 01.01.1880   |
| Андреев Юлий Ардалионович               | и. д. (утверждён 24.12.1880), в звании камергера, действительный статский советник | 18.01.1880 — 16.01.1892   |
| Гурко Владимир Иосифович                | надворный советник, в звании камер-юнкера, и. д.                                   | 20.02.1892 — 11.05.1895   |
| Львов Алексей Николаевич                | надворный советник, в звании камер-юнкера, и. д.                                   | 11.05.1895 — 19.04.1897   |
| Пален Константин Константинович         | граф, коллежский советник, церемониймейстер                                        | 19.04.1897 — 17.03.1900   |
| Лобанов-Ростовский Алексей Николаевич   | князь, надворный советник, в звании камер-юнкера, и. д.                            | 20.03.1900 — 01.02.1902   |
| Вревский Павел Александрович            | барон, коллежский асессор, в звании камер-юнкера                                   | 18.05.1902 — 1908         |
| Папудогло Семён Павлович                | действительный статский советник                                                   | 1908 — 30.06.1909         |
| Розеншильд-Паулин Алексей Александрович | действительный статский советник                                                   | 30.06.1909 — 04.10.1910   |
| Грессер Иван Карлович                   | статский советник (действительный статский советник)                               | 04.10.1910 — 1917         |

## История
С 9 (21) августа 1837 по 1844 год носила название Мазовецкой губернии.
В 1844 году была присоединена территория упразднённой Калишской губернии, а затем переименована в Варшавскую губернию.
В 1867 году части территории губернии были переданы в восстановленную Калишскую и вновь образованные Петроковскую и Седлецкую губернии.
Во время Первой Мировой войны, в ходе Великого отступления, 22 июля (4 августа) 1915 года была оставлена Варшава, 9 (22) августа — крепость Осовец и Ковно, 13 (26) августа эвакуировали Брест-Литовск и Олиту, а 21 августа (2 сентября) был оставлен с боями последний город — Гродно.
После оставления Польши русскими войсками Германская империя установила свой протекторат над бо́льшей частью территории Польши.
5 ноября 1916 года в Варшаве был заявлен акт немецкого и австро-венгерских генерал-губернаторов об образовании марионеточного государства — Королевство Польское.
11 ноября 1918 года польские легионеры разоружили немецкий гарнизон Варшавы. Спустя 3 дня, 14 ноября, вернувшийся из немецкого плена Юзеф Пилсудский принял на себя военную и гражданскую власть.
В 1919 году Варшавская губерния преобразована в Варшавское воеводство.

## Промышленность
На территории губернии к 1900 году имелось ок. 500 крупных фабрик и заводов, на которых было занято ок. 35 тыс. рабочих. Основные отрасли промышленности: сахарная, машиностроительная, кожевенная, водочная, шелкопрядильная, производство мебели и деревообработка, химическое производство, производство проволоки и гвоздей, металлообработка и мукомольное производство.

## Сельское хозяйство
В основном глинисто-песчаные почвы не очень благоприятствовали развитию земледелия. Самые плодородные почвы — вдоль левого берега Вислы, в уездах Варшавском, Гостининском и Влоцлавском. Здесь даже при неурожаях бывало достаточно хлеба. В основном выращивались рожь, озимая пшеница, овёс, ячмень, гречиха и картофель.
В 1888 году поголовье скота составляло: лошадей — 111,7 тыс., крупного рогатого скота — 378 тыс., овец — 600 тыс. и свиней — 114 тысяч голов.